# Tommie Sjef Wild Ales
Tommie Sjef (voorheen Tommie Sjef Wild Ales) is een Nederlandse biermenger die produceert in Den Helder, Noord-Holland. Er worden vooral ales van wilde gist ("wild ales") vergist, gemengd en gerijpt in houten vaten.

## Geschiedenis
Tommie Sjef Koenen begon met brouwen in 2013, na het proeven van zijn eerste zure bier in Antwerpen. Omdat hij zelf op dat moment geen Lambiek kon brouwen ging hij steeds op en neer naar België om deze grondstof te halen, om het dan zelf in Den Helder te steken en laten rijpen. Het heen-en-weer reizen werd hij zat en het werd ook steeds moeilijker om aan lambiek te komen, dus besloot hij zelf gistculturen te verzamelen en te gaan brouwen. De bieren liet hij rijpen in het schuurtje van zijn moeder.
In de zomer van 2015 werkte Tommie als assistent brouwer bij Oedipus waar hij zijn eigen wort maakte en mee naar huis nam. De hoeveelheid bier die hij toen had liggen om te rijpen was te veel voor eigen gebruik. Dat zorgde ervoor dat hij zich inschreef bij de KvK, dit was de officiële start van Tommie Sjef Wild Ales.
In 2016 verschenen de eerste bieren op de markt, en stond hij ook op bierfestivals. De bieren werden goed ontvangen, waardoor de vraag het aanbod oversteeg. Hij breidde zijn brouwerij uit naar een loods van 150m2, mede mogelijk gemaakt door een crowdfundingsactie. Zijn productie verdubbelde hiermee.
Volgens de website Ratebeer behoorde zijn brouwerij tot de top 10 van beste nieuwkomers ter wereld in 2017.
In 2021 werd de naam gewijzigd van Tommie Sjef Wild Ales, ook wel TS Wild Ales, naar Tommie Sjef.

## Producten
Tommie Sjef heeft tientallen bieren op de markt gebracht, de bekendste zijn:
- Druif
- Olasz
- Kriek